# Pereskia quisqueyana
Pereskia quisqueyana är en kaktusväxtart som beskrevs av Brother Alain. Pereskia quisqueyana ingår i släktet trädkaktusar, och familjen kaktusväxter. Inga underarter finns listade i Catalogue of Life.